# Renault Grand Modus
El Renault Grand Modus es un monovolumen del segmento B producido y diseñado por el fabricante francés Renault desde el año 2008 hasta el 2012. 
Es un cinco puertas homologado para cinco pasajeros con tracción delantera, que se ubica en la gama de Renault entre el Renault Modus normal y el Renault Scénic.
- Datos: Q6105458